# The American Journal of Economics and Sociology
The American Journal of Economics and Sociology (AJES; Американский журнал экономики и социологии) — научный журнал; основан в 1941 г. с целью продолжения дискуссии, открытой экономистом и социальным философом Г. Джорджем. Главным редактором журнала является профессор Л. Мосс.
Ежегодно в качестве приложения журнал выпускает монографию из серии «Исследования социальной реформы и экономического права». Кроме этого, ежегодно один номер журнала является тематическим (посвящается какой-либо проблеме или экономисту).
Периодичность выхода: 5 номеров в год.